# Marlierea velutina
Marlierea velutina är en myrtenväxtart som beskrevs av Mcvaugh. Marlierea velutina ingår i släktet Marlierea och familjen myrtenväxter. Inga underarter finns listade i Catalogue of Life.